# André Navarre
Pour les articles homonymes, voir Navarre (homonymie).
 (février 2013).
André Navarre, né le 30 novembre 1868 à Tartas (Landes) et mort le 17 octobre 1942 dans le 6e arrondissement de Paris (Seine), est un ingénieur et industriel papetier français.
Il est le fondateur des Papeteries Navarre.

## Biographie

### Famille
André Navarre est le fils de Théodore Navarre (1820-1891), négociant en vins, industriel, banquier, conseiller général des Landes de 1880 à 1890 et de Zélie Maubourguet (1848-1928),.
Le 29 mai 1894 à Nogent-sur-Marne (Seine), il épouse Jeanne de Coëscon (1875-1949), musicienne, de cette union naîtront onze enfants :
- Pierre Navarre (1895-1916), aviateur mort pour la France.
- Jean Navarre (1895-1919), aviateur.
- Marguerite Navarre (1895-1918), épouse Tissier, sans postérité.
- Madeleine Navarre (1898-1992), épouse Chapot, dont trois enfants.
- Marie-Josèphe Navarre (1901-1960), épouse Beaurepaire, dont quatre enfants.
- Lucie Navarre (1903-1992), épouse Borel, dont dix enfants.
- Albert Navarre (1906-1983), industriel, dont sept enfants.
- Marcel Navarre (1908-1915), mort en bas âge.
- Jacques Navarre (1911-1982), industriel, dont quatre enfants.
- Françoise Navarre (1916-2007), épouse Pfyffer, dont quatre enfants[3].
- Marie Navarre (née en 1917-décédée), épouse Trux, dont deux enfants ; puis épouse de Mortière, dont trois enfants.

### Carrière
André Navarre fait ses études secondaires et devient bachelier ès lettre et ès science en 1886. En 1888, il rentre à l’École Centrale Paris (promotion 1890) à l’âge de vingt ans et sort de l’école avec le 3e diplôme de mécanicien. En 1891, il effectue son service militaire au 34e régiment de ligne à Mont-de-Marsan et sort de son service avec le grade de caporal et un certificat d’aptitude à l’emploi de sous-officier. De novembre 1890 à mai 1891, il est agent réceptionnaire pour la surveillance de la construction de voitures de chemin de fer en Belgique. En 1892, il habite au 174 rue Saint-Jacques à Paris, en avril 1892, il déménage au 63 rue de Sèvres. Il est engagé en avril 1893 comme secrétaire de direction aux Papeteries du Marais et de Jouy-sur-Morin.
En octobre 1897, il devient sous-directeur aux Papeteries du Marais. En avril 1898, il devient directeur général des Papeteries de Lancey où il obtient la confiance d’Aristide Bergès. En 1901, il quitte Lancey pour devenir son propre chef en s’associant aux Papeteries Lafuma à Voiron. En 1906, André Navarre devient propriétaire avec son frère Bernard Navarre (1880-1966) de l’usine de Monfourat. En 1907, il fait l'acquisition des Papeteries de Galas à Fontaine-de-Vaucluse. Il participe à la création de l’École Française de Papeterie (EFP) à Grenoble. En 1908 est constitué à Roanne : les Papeteries du Centre. André Navarre rachète également les Papeteries de Villeneuve à Bar-sur-Seine. Il devient administrateur de la Société Calaisienne des Pâtes à Papier à Calais. En 1909, les Papeteries Lafuma deviennent la Société Anonyme Navarre. En 1910 est créé l’Union Française des Papeteries avec des dépôts dans toute la France. André Navarre ajoute à cet organisme l’Union Financière pour le Commerce et l’Industrie (UFCI). Avant la Grande Guerre, il entrera par acquisition dans le Groupe des Papeteries de Pénitent à Saint-Léonard-de-Noblat.
En juin 1911, André Navarre habite au 9 quai de Tilsit à Lyon et les bureaux de la Société Anonyme Navarre sont situés au 2 quai des Célestins à Paris. Sa résidence de Lyon est à Oullins dans une vaste propriété appelée alors le château Navarre. En 1915, il fait l'acquisition des Papeteries de Normandie au Grand-Quevilly. En 1917, le siège des Papeteries Navarre est installé à Lyon aux 8 et 9 quai de Tilsit. Les Papeteries Lafuma absorbent les Cartonneries de l’Isère à Champ-sur-Drac et les Papeteries du Centre à Roanne, l’ensemble prend le nom de Papeteries Navarre. En 1919, la société en nom collectif Lafuma Bertholet Navarre devient le 24 mai, Société Anonyme des Papeteries Navarre. En 1920, le siège social des Papeteries Navarre est installé à Lyon au 52 avenue de Noailles (actuelle avenue Maréchal Foch). La même année, il crée l’entreprise Avébène à Tartas. Il fait l'acquisition des Papeteries de Foulon à Saint-Martory, puis de l’usine de Vedène à Bédarrides et de Câline de Serriére à Saint-Rambert-en-Bugey. Il fait également l'acquisition des Papeteries de la Meurthe avec son usine de Chenevières. Enfin, une acquisition de taille : les Papeteries d’Évergnicourt, de l’usine d'Entre-deux-Guiers et de l'usine de Pénitent à Saint-Léonard-de-Noblat. Le Groupe Navarre devient entre les deux guerres l’un des plus grands groupes papetiers français. En 1921, il fait l'acquisition de nombreuses petites usines, les Papeteries de Papault à Iteuil, les Papeteries de Tallende, les Papeteries de Saint-Vincent à Blanzat et les Papeteries de Godoncourt à Monthureux-sur-Saône.
En 1922, les usines de Chappes et Villeneuve sont acquises puis absorbées par la Société des Papeteries Navarre. En 1924, Saint-Gobain et les Papeteries Navarre fondent la Cellulose du Pin à Biganos. En 1925 sont ensuite créées les Papeteries de Gascogne à Mimizan. La même année est créée l'Union Française d'Alimentation, l'Union Française de Papeterie, les Celluloses Navarre et les Procédés Navarre. En 1930, le siège social des Papeteries Navarre est installé à Paris au 7 bis rue de Téhéran. En 1932, une crise grave saisit la France, et le financement devient inaccessible aux simples propriétaires. Le Groupe Navarre n’échappera pas à cette logique destructrice. André Navarre ayant dû faire rentrer les banques dans le groupe. En 1934, les frères Navarre offrent le papier du Bulletin de l’École Centrale de Paris. André Navarre est révoqué et se trouve ainsi dépossédé par un simple conseil d'administration en novembre 1934. Il devient simple directeur général et supporte mal la situation. En décembre 1934, André Navarre passe la fin d'année au Winter-Palace de Menton et dans deux lettres à son frère Bernard s'interroge sur son exclusion du Groupe Navarre. 
Il se rapproche des Papeteries du Marais, papeterie dans laquelle il a fait ses débuts et en devient président. En 1936 à Paris, le bureau des Papeteries du Marais est situé au 3 rue du Pont-de-Lodi et il habite au 13 boulevard Raspail. En 1940, les usines d’Avébène à Tartas et du Grand-Quevilly sont détruites durant la Seconde Guerre mondiale, la même année, André Navarre habite au 198 boulevard Saint-Germain à Paris, sa dernière demeure. Il écrit son testament le 15 juin 1942. Son dernier écrit connu, le 25 juin 1942, est adressé à une de ses petites filles. Il termine sa lettre par : « Je ne sais si je puis espérer vous revoir jamais, mes chers petits-enfants, je me fais bien vieux et la fatigue que j'éprouve depuis quelques semaines est extrême... ».
Il meurt à l’âge de soixante-treize ans, le 16 octobre 1942 au 198 boulevard Saint-Germain à Paris. Son décès est annoncé dans Le Petit Parisien du 19 octobre 1942 : « Nous apprenons la mort d’André Navarre fabricant de papier à son domicile du 198 boulevard Saint-Germain à Paris. Les obsèques auront lieu le mardi 20 octobre à l’Église Saint-Thomas-d'Aquin-Ni fleurs-ni couronnes. Cet avis tient lieu de faire-part. ».
André Navarre est inhumé au cimetière de Tartas.

## Récompenses et distinctions

### Décorations françaises
- Chevalier de la Légion d'honneur (22 septembre 1921)
- Officier d'Académie